# Nazario Sauro (S 518)
Il Nazario Sauro è un sottomarino a propulsione diesel-elettrica (o convenzionale) della Marina Militare Italiana, capostipite della prima serie della classe Sauro, consegnato alla Marina il 12 febbraio 1980. Attualmente è una nave-museo ormeggiata nel porto antico di Genova, e rappresenta uno dei tre sottomarini esposti in Italia insieme all'Enrico Toti (S 506) a Milano presso il Museo nazionale della scienza e della tecnologia Leonardo da Vinci e all'Enrico Dandolo (S 513) a Venezia (tutti e due appartenenti alla classe precedente, la classe Toti).

## Nome
Il battello prende il nome dal tenente di vascello Nazario Sauro, medaglia d'oro al valor militare, patriota ed esponente dell'irredentismo italiano del primo conflitto mondiale. In precedenza nella Regia Marina era stato intitolato il cacciatorpediniere Nazario Sauro, che prese parte alla seconda guerra mondiale affondando nelle acque del Mar Rosso alle 9 del mattino del 3 aprile 1941 in seguito ad un attacco aereo inglese; la nave, centrata da una bomba da 224 kg, s'inabissò in appena mezzo minuto. Nell'affondamento perirono 78 uomini dell'equipaggio.

## Trasformazione in museo galleggiante
Il battello, in disarmo dal 1º maggio 2002, è stato ormeggiato presso l'Arsenale militare marittimo della Spezia insieme all'unità gemella Carlo Fecia di Cossato, dove è stato, dal 2008, oggetto di un'opera di restauro per la trasformazione in museo, attuata per conto del Mu.MA - Istituzione Musei del Mare e della Navigazione di Genova, da parte della società Fincantieri, la stessa che lo aveva costruito alla fine degli anni settanta (allora Italcantieri).
All'alba del 18 settembre 2009 il Nazario Sauro ha lasciato l'arsenale spezzino per la sua ultima missione: trainato da rimorchiatori ha raggiunto il porto antico di Genova dove il 26 settembre è stato ormeggiato nella darsena davanti al Galata − Museo del mare.
L'allestimento museale, progettato e diretto dall'architetto Roberto Bajano per e con il Galata Museo del Mare di Genova, ne fa la prima nave-museo in Italia visitabile in acqua. I lavori di restauro e modifica strutturale del battello in funzione della musealizzazione sono stati condotti dall’Ufficio Progettazione Sommergibili della Direzione Navi Militari di Fincantieri  
L'apertura al pubblico è avvenuta  il 29 maggio del 2010.
Il sommergibile, chiuso al pubblico dal 13 giugno 2022 per permettere le operazioni di sigillo e messa in sicurezza, è stato trainato, il giorno 21 giugno 2022,  per mezzo di rimorchiatori ,dalla Darsena di Genova fino all'Arsenale Militare Marittimo di La Spezia, per una manutenzione straordinaria, conclusasi con il ritorno al sito museale il 13 luglio. L'operazione ha consentito di far ritornare il battello nelle condizioni originali, privandolo della corrosione che lo aveva intaccato in 12 anni di stazionamento a mare. I costi delle operazioni, che ammontano a 140mila euro, sono stati sostenuti da sponsor privati e dall'Istituzione dei Musei del Mare e delle Migrazioni.

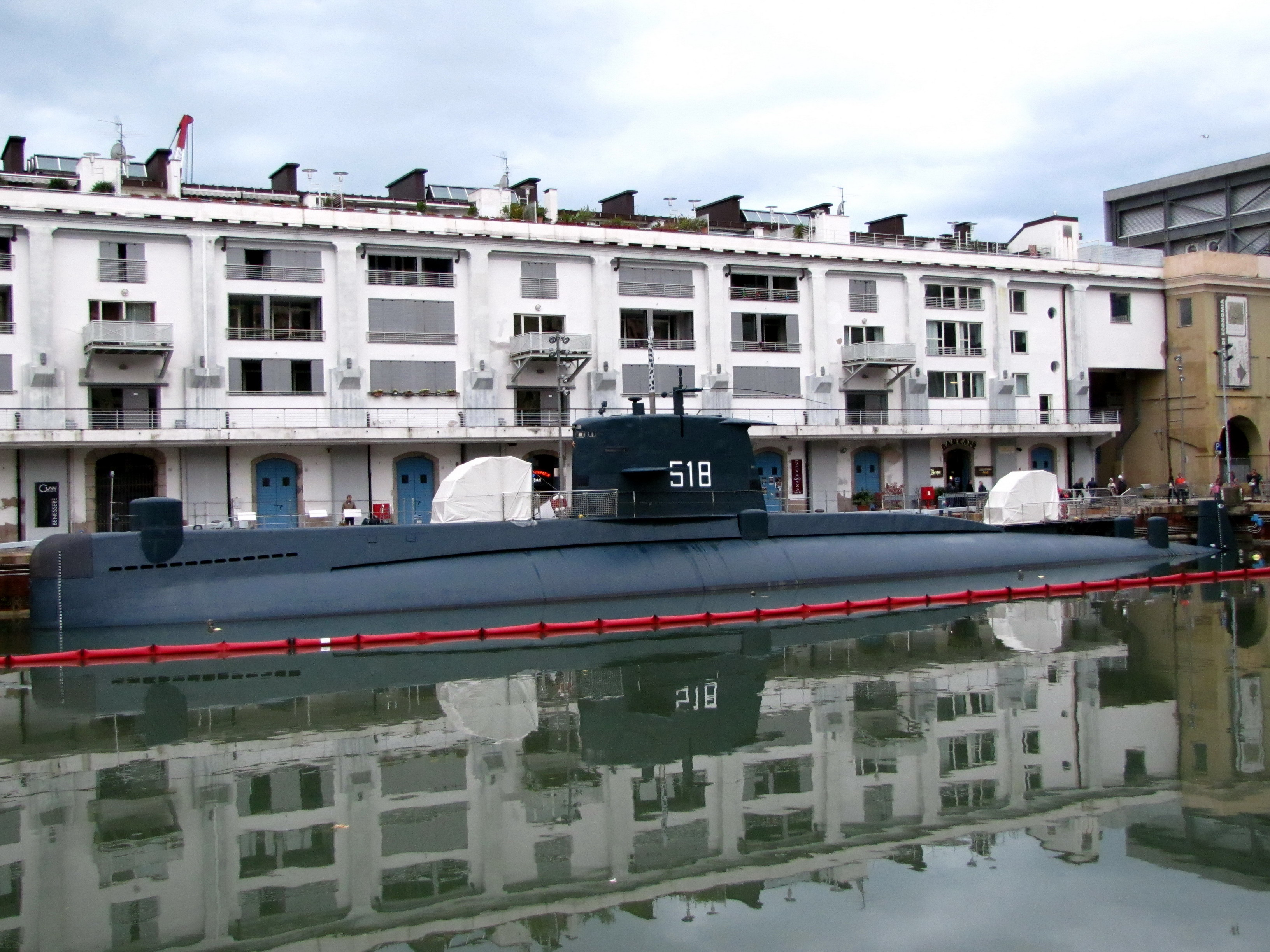
Il Sauro, battello museale
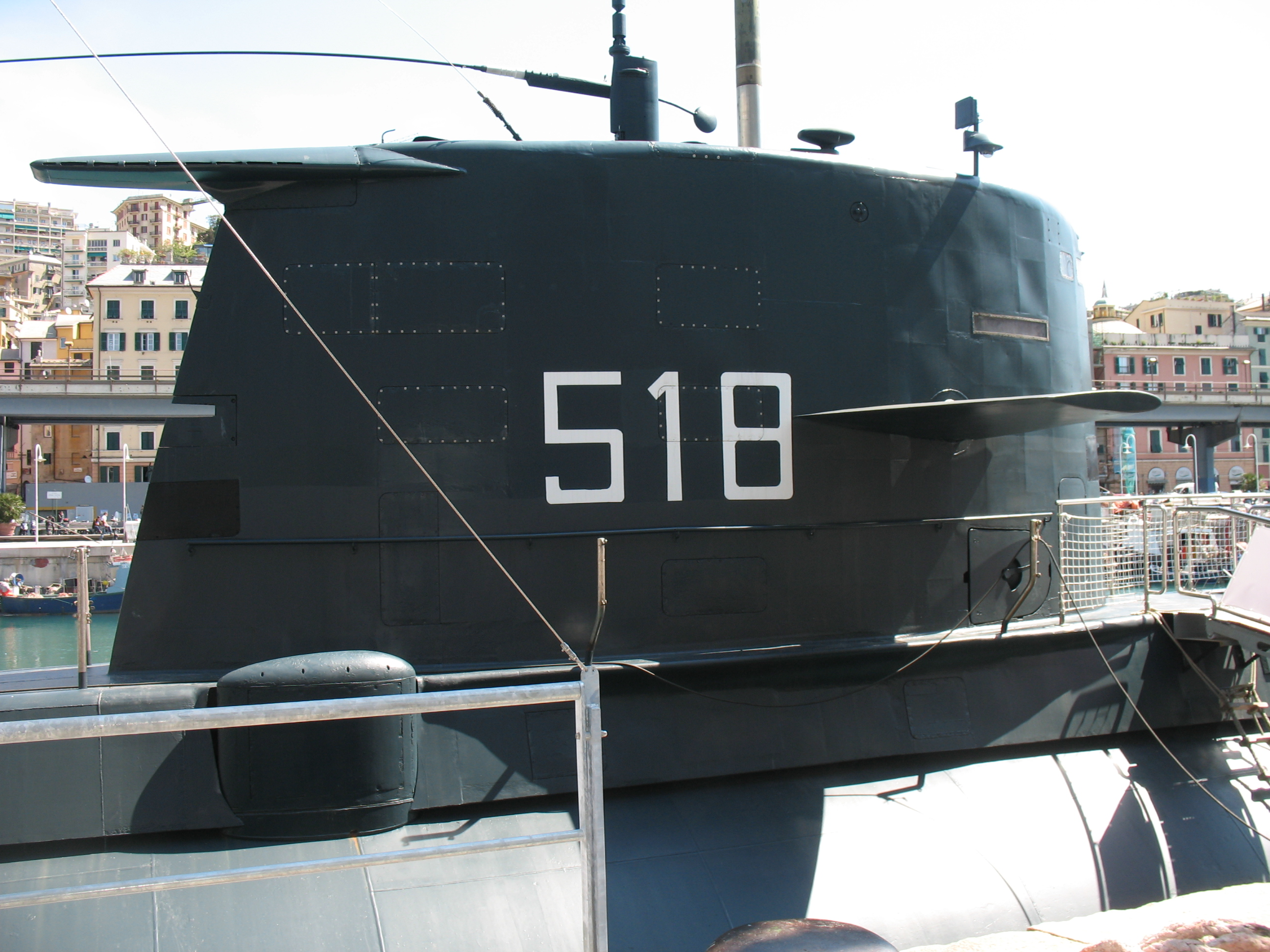
Particolare della vela
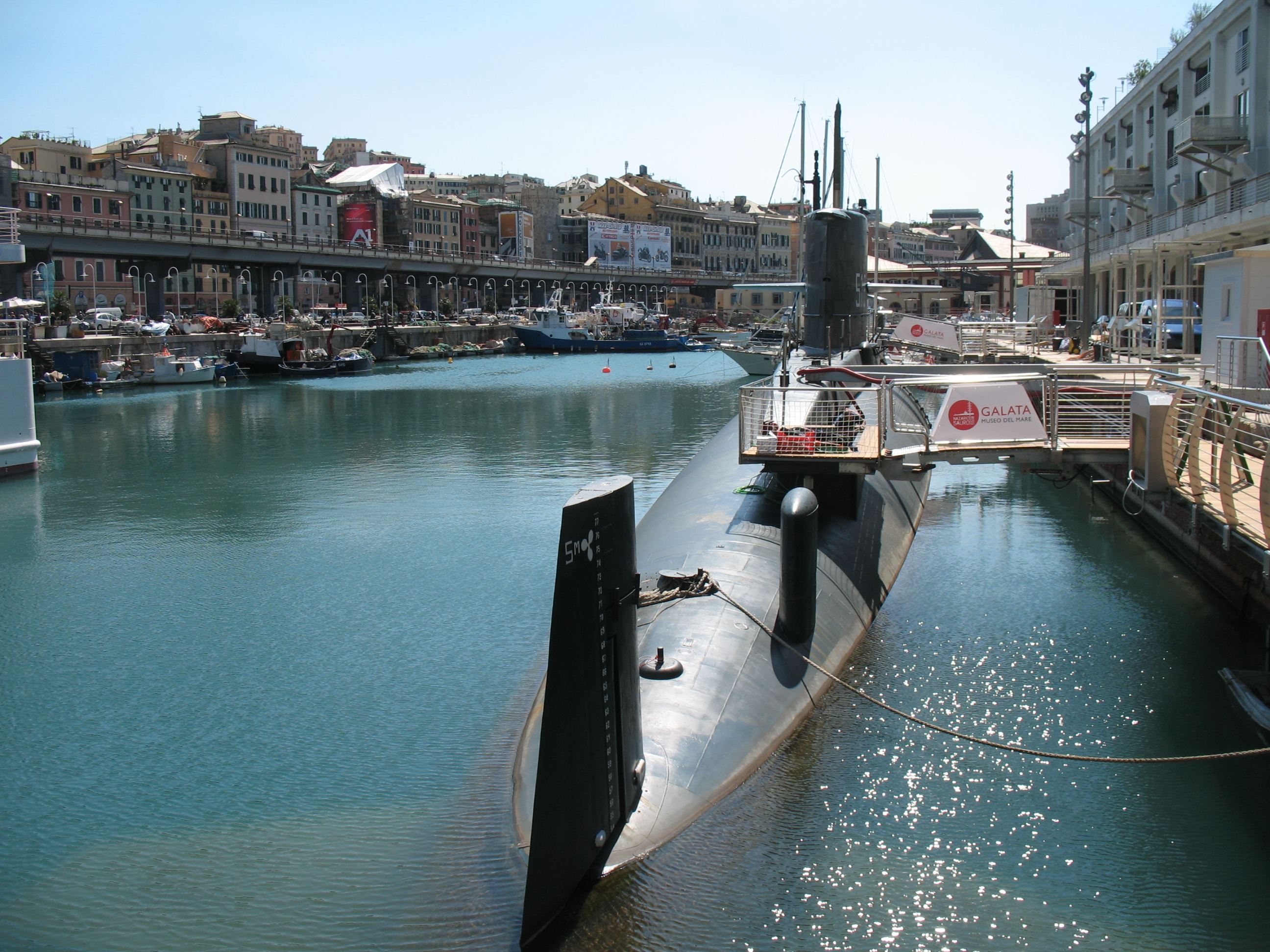
Il battello ormeggiato nella darsena del porto antico di Genova
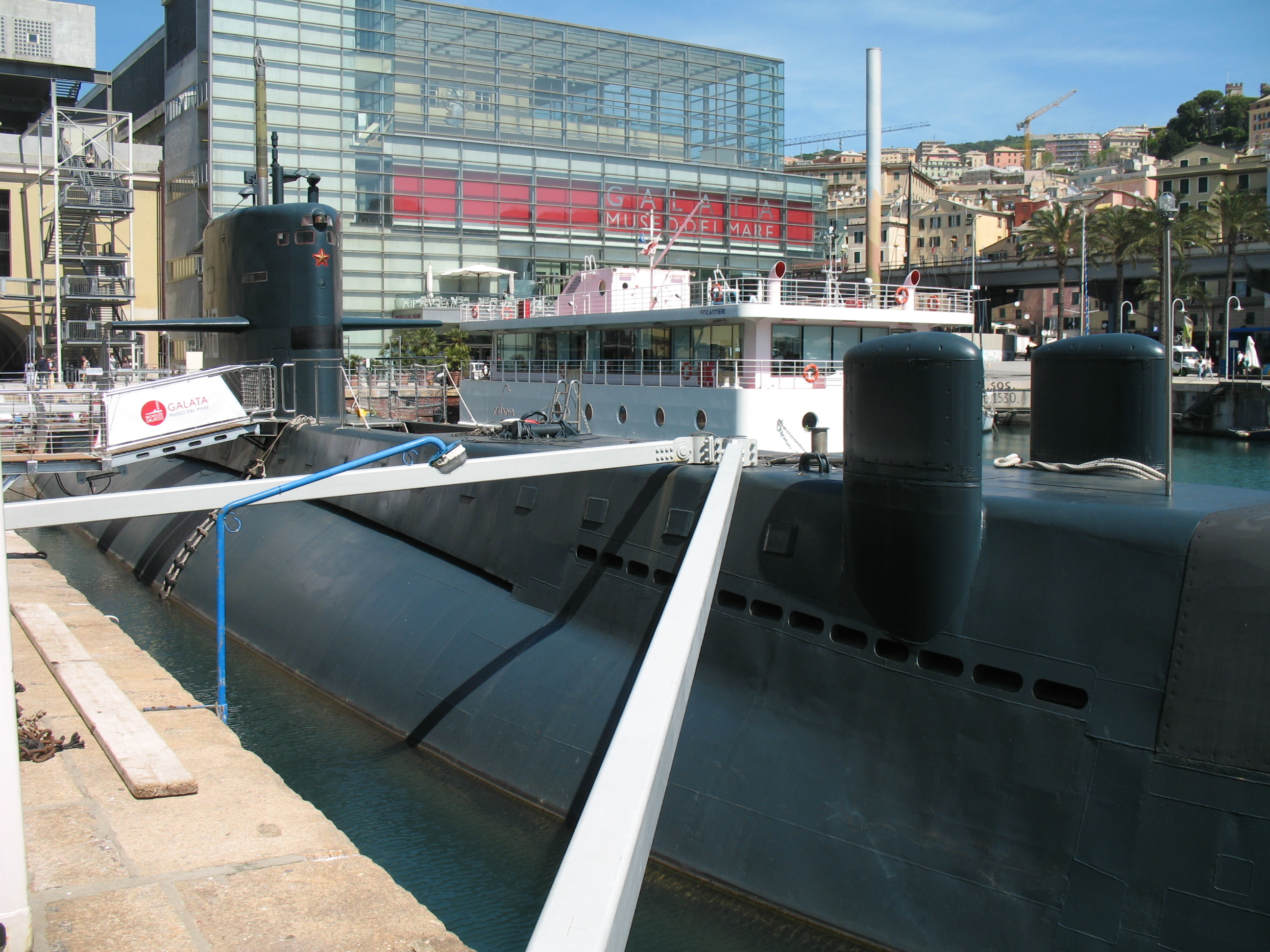
Il Sauro e, sullo sfondo, l'edificio del Galata − Museo del mare
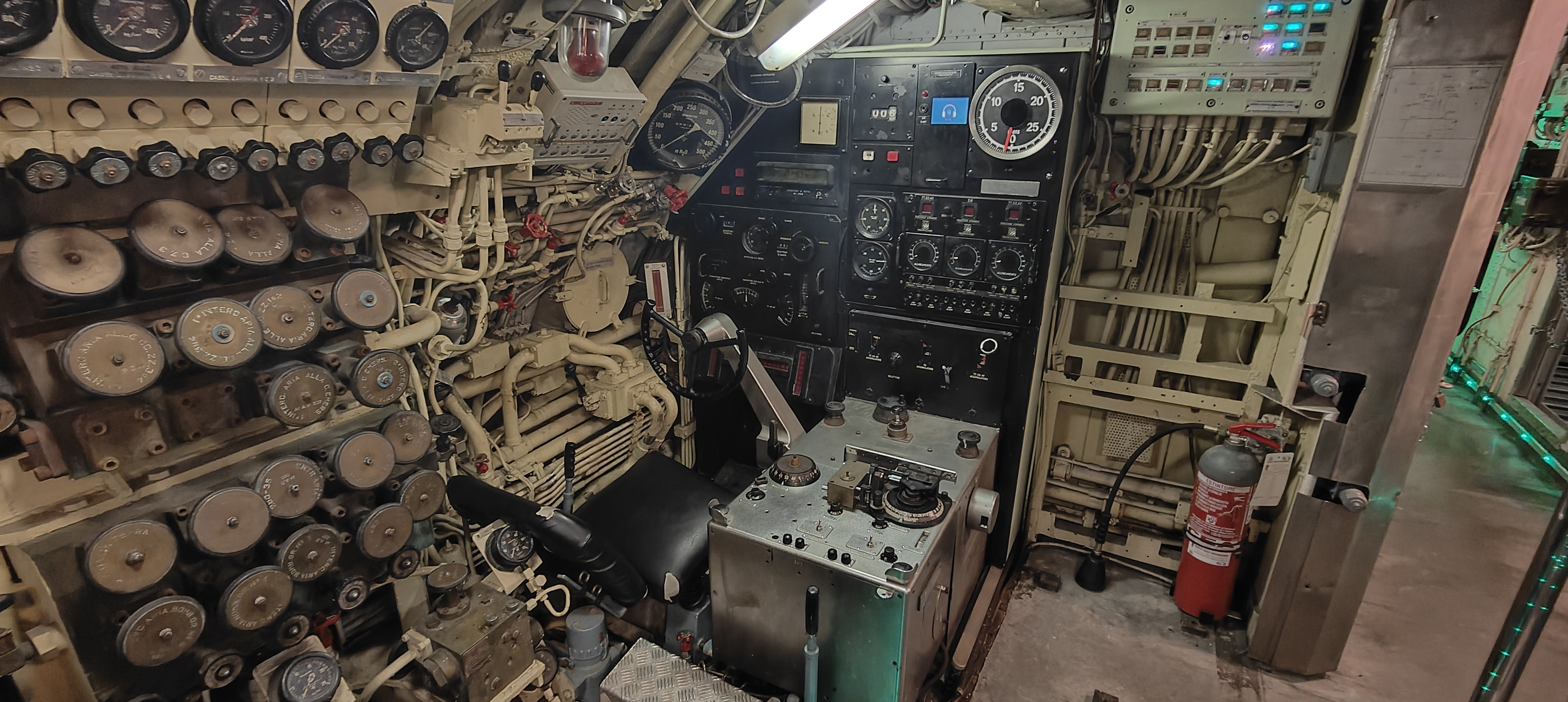
Il timone e i comandi
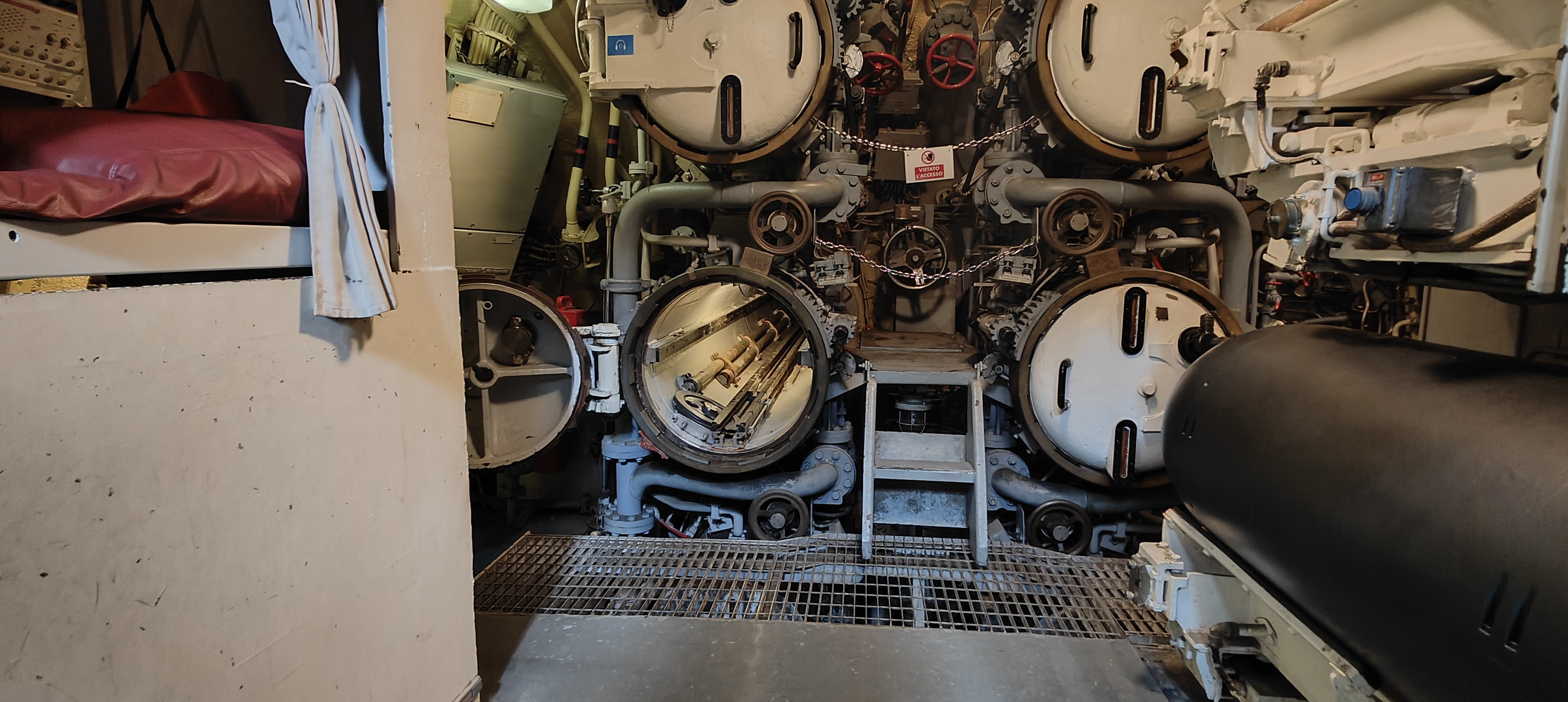
La zona camere di lancio dei siluri, cuccette a Sx; a Dx postazione per siluro
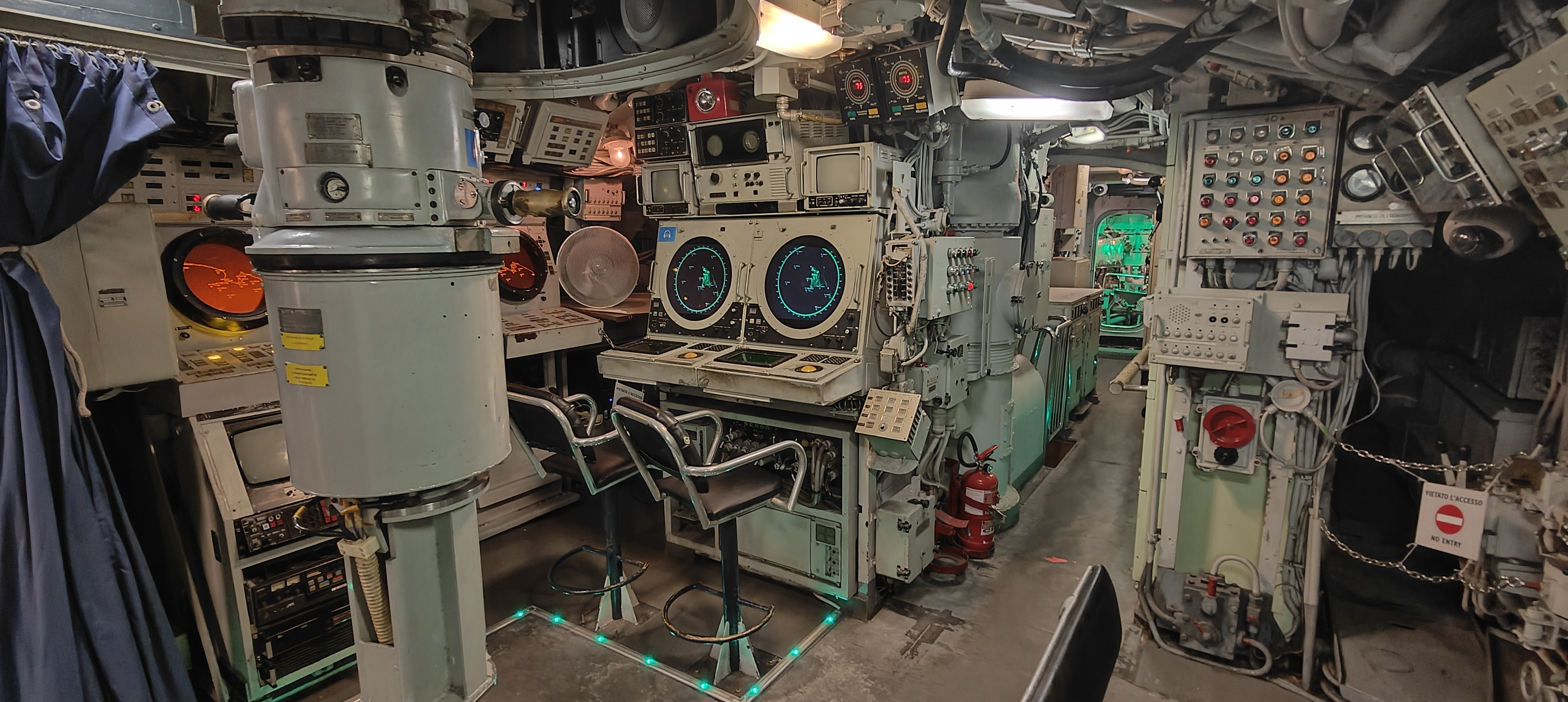
Postazione addetti al radar; ecoscandagli, sonar; a Sx la colonna del periscopio
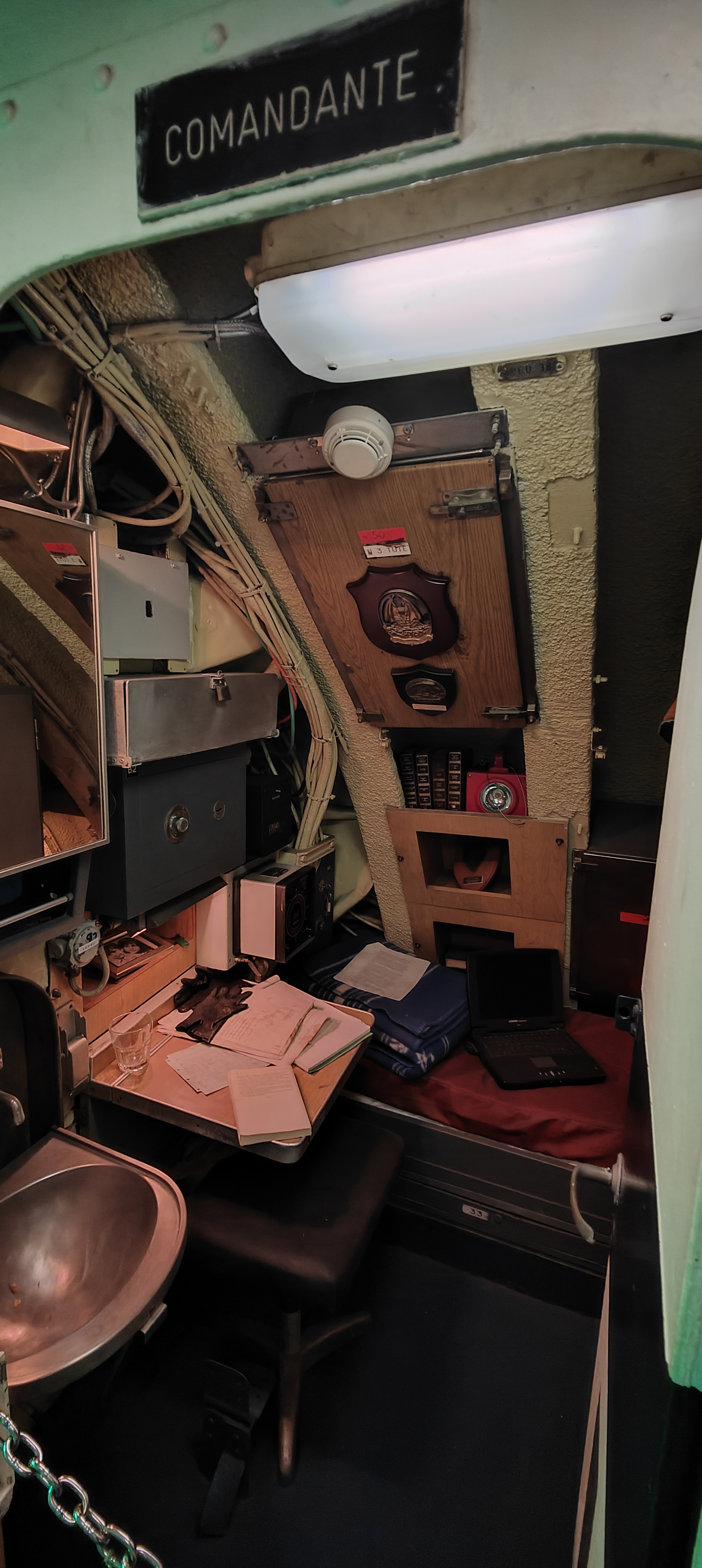
La cabina del comandante
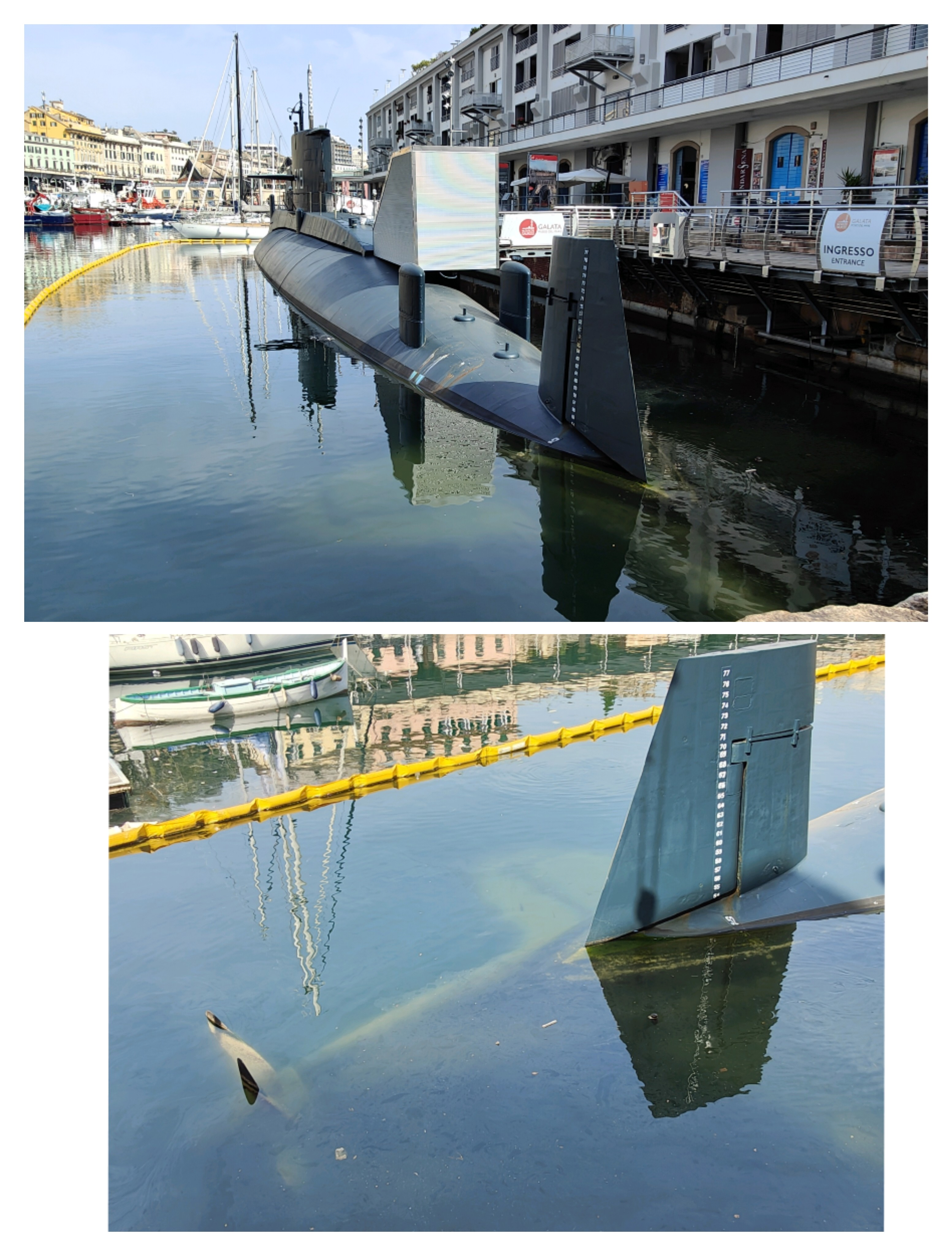
Particolare dell'elica
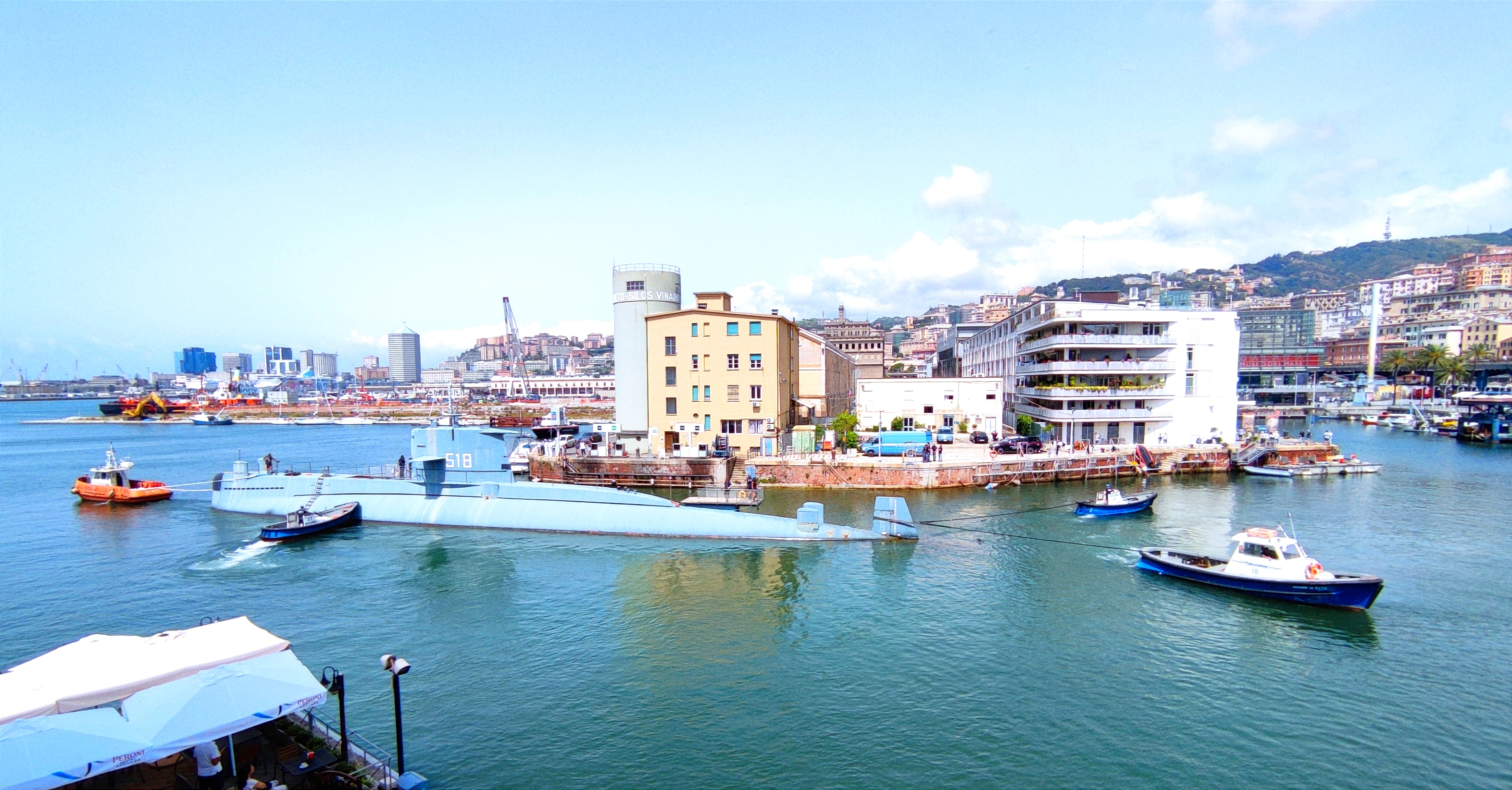
Partenza del viaggio di trasferimento dal Museo ai cantieri navali di La Spezia